# 前立腺

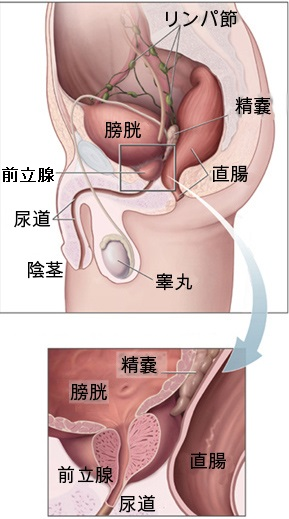
前立腺

前立腺（ぜんりつせん、英: prostate)は、器官の一つで、男性のみに存在する生殖器。膀胱の真下にあり、尿道を取り囲むかたちで存在、精嚢が隣接。クルミほどの大きさで、正常の重さは20ml（20g）以下。女性器におけるスキーン腺に相同である。また、前立腺小室は子宮（ミュラー管の名残）と発生学上分岐した存在である。

## 役割
前立腺の役割については、まだ解明されていない部分が多く、主な働きとしては前立腺液の分泌。精嚢から分泌された精嚢液を精巣で作られた精子と混合し精液を作り、射精における収縮や尿の排泄なども担っている。同時に、膀胱側の尿道を狭くして、精液が膀胱側にいかないように調整を行っている。

## 構造
内側の「内腺」と外側の「外腺」がある。最近は移行ゾーン（内腺）・中心ゾーン（内腺）・辺縁ゾーン（外腺）と分類されることもある。

## 疾患
- 急性前立腺炎
- 前立腺癌
- 前立腺肥大症
- 慢性前立腺炎